# Зюзин, Иван Максимович
Иван Максимович Зюзин — советский хозяйственный, государственный и политический деятель.

## Биография
Родился в 1923 году в селе Пасека. Член КПСС.
Участник Великой Отечественной войны в составе 23-го зап, 162-й тбр. С 1946 года — на хозяйственной, общественной и политической работе. В 1946—1978 гг. — организатор сельскохозяйственного производства в Воронежской и Каменской областях, первый секретарь Калачеевского райкома КПСС, первый секретарь Павловского райкома КПСС, первый секретарь Новоусманского райкома КПСС.
Избирался депутатом Верховного Совета РСФСР 9-го созыва. Делегат XXII и XXIV съездов КПСС.
Умер после 1992 года.